# 村井紀
村井 紀（むらい おさむ、1945年2月11日 - 2022年2月13日）は、日本の近代思想の研究者、評論家。和光大学表現学部教授を経て、和光大学名誉教授。国家公安委員長や長野県知事を歴任した村井仁は兄。

## 人物
中華民国だった天津市に生まれる。紀元二千六百年にちなみ紀と名づけられた。1969年に國學院大學文学部日本文学科卒業、1974年立正大学大学院文学研究科国文学専攻修士課程修了。公立高校教員となり、東京都立駒場高等学校教諭。同校を退職後國學院大學講師、同大学折口博士記念古代研究所研究員、藤女子大学文学部教授、和光大学表現学部教授。2015年定年退任後、和光大学名誉教授。その間、コーネル大学研究員、UCLA客員教授。
柳田國男、折口信夫といった民俗学者の植民地主義や天皇制との結託を批判してきた。

## 著書
- 『文字の抑圧 国学イデオロギーの成立』青弓社 1989
- 『南島イデオロギーの発生 柳田国男と植民地主義』福武書店 1992、岩波現代文庫 2004
- 『反折口信夫論』作品社 2004

### 共著編
- 『他者の言葉・折口信夫』鎌田東二共著 五月社 1990
- 『明石海人歌集』編 岩波文庫 2012